# Frankfurter Association Bund
Der Frankfurter Association Bund (FAB) war ein lokaler Fußballverband in Frankfurt am Main. Der Name erklärt sich so, dass  die Mitglieder Association Football spielten, also Fußball nach den Regeln der englischen Football Association. Der FAB wurde 1900 durch drei Frankfurter Vereine gegründet und richtete bereits im Herbst desselben Jahres eine erste Meisterschaftsrunde aus. Ab 1909 wurde in Zusammenarbeit mit dem Frankfurter General-Anzeiger ein Pokal ausgespielt. Der Bund wurde im Juni 1919 wieder aufgelöst.

## Geschichte
Über das Gründungsjahr (und Datum) des FAB sowie die Gründungsvereine gibt es unterschiedliche Angaben. Im ersten Fußball-Jahrbuch des DFB wurde der März 1900 genannt, in späteren Erinnerungen von FAB-Pionieren wurde von der Gründung bereits im Jahre 1899 gesprochen. Der Frankfurter Association Bund selbst erwähnte in seinem ersten Saisonbericht über die Spielzeit 1900/01 Anfang Juli 1900 als Gründungsdatum. Gründungsvereine waren vermutlich der Frankfurter FC Germania 1894, der Frankfurter FC Victoria 1899 und der Frankfurter FC 1899. Der 1. Bockenheimer FC 1899 trat mutmaßlich erst kurz nach der Gründung dem Bund bei, während der Frankfurter FC 1899 bereits vor Beginn der Punktspiele wieder austrat und deshalb nicht an der ersten Meisterschaftsrunde teilnahm. Nach anderen Quellen haben Germania 94, FFC Victoria und der 1. Bockenheimer FC den FAB gegründet.
Die drei letztgenannten trugen die erste Meisterschaftsrunde 1900/01 von Anfang September bis Anfang November 1900 aus, da die Endrunde um die süddeutsche Meisterschaft bereits am 11. November begann. Victoria und Germania beendeten die Runde punktgleich, wodurch ein Entscheidungsspiel fällig wurde. Durch einen 1:0-Sieg auf neutralem Platz in Bockenheim errang Germania die erste Frankfurter Meisterschaft. Dennoch waren alle drei Mitgliedsvereine des FAB an der Endrunde um die süddeutsche Meisterschaft teilnahmeberechtigt.
In der Saison 1901/02 wurde bereits in zwei Klassen um Punkte gespielt. Meister der 1. Klasse wurde Victoria, der Titelverteidiger Germania endete nur auf dem letzten Platz. Von den zwölf fälligen Meisterschaftsspielen in der Viererliga wurden allerdings nur sieben Begegnungen auch tatsächlich ausgetragen. Fünf Spiele fanden durch Verzicht oder Nichtantreten gar nicht statt. 1902/03 beteiligten sich fünf Vereine an der Meisterschaft der 1. Klasse, Victoria konnte dabei seinen Titel erfolgreich verteidigen. Auf Grund der in diesen frühen Jahren üblichen Feindseligkeiten unter den Vereinen und gleichzeitiger Unzufriedenheit über Entscheidungen des Verbandsvorstandes, traten Germania und Hermannia aus dem Frankfurter Association Bund aus.
Für die Saison 1903/04 führte der Verband Süddeutscher Fußball-Vereine (VSFV) erstmals einen Punktspielbetrieb an und bildete dafür drei Kreise. Die Frankfurter Vereine spielten im neu geschaffenen Westmaingau innerhalb des Nordkreises. Doch auch der FAB setzte seinen eigenen Spielbetrieb fort, nun im Frühjahr, also nach Abschluss der lokalen Punktspiele im VSFV und Beendigung der Endrunde um die süddeutsche Meisterschaft. FAB-Meister 1903/04 wurden erstmals die Frankfurter Kickers.
1904/05 sollte die FAB-Meisterschaft nur noch in einer Einfachrunde auf neutralen Plätzen ausgetragen werden. An dieser zusätzlichen lokalen Meisterschaft bestand nur noch wenig Interesse, folglich beteiligten sich auch nur noch wenige Vereine daran. 1906/07 gab es keine Meisterschaft, 1907/08 wurde diese wieder ausgetragen. Nach dreijähriger Pause wurde 1911 wieder eine Meisterschaft gestartet aber nicht mehr zu Ende gespielt.
Der Frankfurter Association Bund spielte ab 1909 um den Wanderpreis des Frankfurter General-Anzeigers, einen Pokalwettbewerb der auch für nicht dem FAB beigetretenen Vereine offen war. Dieser Pokal ging nach dem Gewinn der letzten Austragung 1913 durch den FSV Frankfurt in dessen Besitz über.

## Meisterschaft des Frankfurter Association Bundes
Saison 1900/01
- Meister: Frankfurter FC Germania 1894

| 1. | Frankfurter FC Victoria 1899 | 4 | 2 | 1 | 1 | 6:2 | 5-3 |
| 2. | Frankfurter FC Germania 1894 | 4 | 2 | 1 | 1 | 5:3 | 5-3 |
| 3. | 1. Bockenheimer FC 1899      | 4 | 1 | 0 | 3 | 2:8 | 2-6 |

Aufgrund der Punktgleichheit wurde am 18. November 1900 in Bockenheim ein Entscheidungsspiel ausgetragen. Spieldauer: 2 mal 20 Minuten. Germania 94 gewann gegen Victoria mit 1:0.
Saison 1901/02
- Meister 1. Klasse: Frankfurter FC Victoria 1899

| 1. | Frankfurter FC Victoria 1899 | 6 | 6 | 0 | 0 | 6:01 | 12-0  |
| 2. | Frankfurter FC 1899-Kickers  | 6 | 3 | 1 | 2 | 5:03 | 08-04 |
| 3. | Frankfurter FC Germania 1894 | 6 | 1 | 0 | 5 | 5:12 | 04-08 |
| 4. | 1. Bockenheimer FC 1899      | 6 | 1 | 1 | 4 | 5:05 | 00-12 |

Der 1. Bockenheimer FC 1899 trug nur drei Spiele aus und trat zu den Rückspielen ab dem 1. Dezember 1901 nicht mehr an. Alle Spiele wurden als verloren gewertet, da sich der Verein unerlaubterweise mit Spielern aus Hanau verstärkt hatte.
- Meister 2. Klasse: Frankfurter FC Germania 1894 II

Saison 1902/03
- Meister 1. Klasse: Frankfurter FC Victoria 1899

Erstmals nahmen die beiden Bornheimer Vereine FSV und Hermannia, die ihre Spielstätte im „Prüfling“ hatten, an der FAB-Meisterschaft teil.
| 1. | Frankfurter FC Victoria 1899 | 8 | 5 | 2 | 1 | 26:07 | 12-04 |
| 2. | Frankfurter FC Germania 1894 | 8 | 4 | 3 | 1 | 06:03 | 11-05 |
| 3. | FSV Frankfurt                | 8 | 4 | 3 | 1 | 07:05 | 11-05 |
| 4. | Frankfurter FC Hermannia     | 8 | 3 | 0 | 5 | 04:20 | 06-10 |
| 5. | Frankfurter FC 1899-Kickers  | 8 | 0 | 0 | 8 | 02:10 | 00-16 |

Es fehlen die genauen Ergebnisse von zwei Spielen. Torverhältnisse, die lediglich nach den bekannten Ergebnissen ermittelt werden konnten, sind kursiv gesetzt. Zudem trug der FFC 1899-Kickers nur die beiden Spiele gegen die Victoria aus (2:8 und 0:2), alle anderen wurden mit 0:0 Toren als verloren gewertet. Germania und Hermannia traten nach der Runde aus dem FAB aus.
- Meister 2. Klasse: Frankfurter FC Victoria 1899 II

Saison 1903/04
- Meister 1. Klasse: Frankfurter FC 1899-Kickers

Es wurde nur eine einfache Runde ausgetragen, da der süddeutsche Verband in dieser Saison parallel erstmals eine Punkterunde mit 13 Mannschaften austrug. Mit dem FC Germania 1901 Bockenheim nahm einer der neu entstandenen Bockenheimer Vereine, die aus den verbliebenen Spielern des aufgelösten 1. Bockenheimer FC 1899 entstanden sind, erstmals an der FAB-Meisterschaft teil.
| 1. | Frankfurter FC 1899-Kickers  | 3 | 3 | 0 | 0 | 6:01 | 6-0 |
| 2. | Frankfurter FC Victoria 1899 | 3 | 2 | 0 | 1 | 8:02 | 4-2 |
|    | FC Germania 1901 Bockenheim  | 2 | 0 | 0 | 2 | 1:03 | 0-4 |
|    | FSV Frankfurt                | 2 | 0 | 0 | 2 | 1:10 | 0-4 |

Es fehlt das Ergebnis von einem Spiel sowie das genaue Ergebnis eines weiteren. Nicht bekannte Torverhältnisse sind kursiv gesetzt.
- Meister 2. Klasse: Frankfurter FC Victoria 1899 II

Saison 1904/05
- Meister 1. Klasse: FSV Frankfurt

Wie schon im Vorjahr wurde nur eine einfache Runde ausgetragen.
| 1. | Frankfurter FC Victoria 1899 | 3 | 2 | 1 | 0 | 12:20 | 5-1 |
| 2. | FSV Frankfurt                | 3 | 2 | 1 | 0 | 13:50 | 5-1 |
| 3. | Frankfurter FC 1899-Kickers  | 3 | 0 | 1 | 2 | 04:12 | 1-5 |
| 4. | FC Germania 1901 Bockenheim  | 3 | 0 | 1 | 2 | 01:11 | 1-5 |

Das Entscheidungsspiel um die Meisterschaft fand am 25. Juni 1905 in Hanau statt, der FSV besiegte Victoria mit 4:2 nach Verlängerung (2 mal 10 Minuten).
- Meister 2. Klasse: Frankfurter FC Victoria 1899 II

Saison 1905/06
Hier gibt es unterschiedliche Angaben. Je nach Quelle wird der FSV Frankfurt als Meister genannt oder es gab in diesem Jahr gar keine Meisterschaft. Es sind auch keine Ergebnisse bekannt.
Saison 1906/07
In dieser Spielzeit wurde offenbar kein FAB-Meister ermittelt.
Saison 1907/08
- Meister 1. Klasse: Frankfurter FC Germania 1894

Von Februar bis April 1908 wurde eine einfache Spielrunde ausgetragen.
| 1. | Frankfurter FC Germania 1894 | 5 | 4 | 1 | 0 | 27:08 | 9-1 |
| 2. | Frankfurter FC Hermannia     | 5 | 4 | 0 | 1 | 12:07 | 8-2 |
| 3. | Frankfurter FC Victoria 1899 | 5 | 2 | 1 | 2 | 16:12 | 5-5 |
| 4. | FC Germania 1901 Bockenheim  | 5 | 2 | 0 | 3 | 09:14 | 4-6 |
| 5. | Frankfurter FC 1902          | 5 | 1 | 0 | 4 | 12:22 | 2-8 |
| 6. | FC Britannia Frankfurt       | 5 | 1 | 0 | 4 | 09:22 | 2-8 |

Die Bockenheimer FVgg und Helvetia Bockenheim wurden disqualifiziert, bereits ausgetragene Spiele wurden annulliert. Der FSV Frankfurt zog sich am 20. Februar, nach der Disqualifikation in der Nordkreisliga zurück. Bereits ausgetragene Spiele wurden annulliert.
- Meister 2. Klasse: Frankfurter FC Germania 1894 II

Saison 1910/11
Die Meisterschaft der A1-Klasse mit 7 Vereinen wurde nicht zu Ende gespielt. Tabellenführer war der FSV Frankfurt (Stand: 25. Juli 1911).
- Meister A2-Klasse: FSV Frankfurt II
- Meister A3-Klasse: FSV Frankfurt III

## Pokal des Frankfurter General-Anzeigers
Saison 1908/09
- Pokalsieger: FV Amicitia 1901 Bockenheim

Saison 1909/10
- Pokalsieger A-Klasse (Vereine des FAB): Bockenheimer FVgg 1901
- Pokalsieger B-Klasse (Vereine des VSFV): FC Union Niederrad
- Pokalsieger C-Klasse (verbandslose Vereine): Frankfurter SV Ostend 1907

Saison 1910/11
- Pokalsieger A-Klasse: Frankfurter FV Amicitia von 1902
- Pokalsieger B-Klasse: Frankfurter FV Amicitia von 1902 (war somit für das danach ausgetragene Halbfinale der A-Klasse qualifiziert)
- Pokalsieger C-Klasse: 1. Kurhessisches Infanterie-Regiment No.81 (war somit für das danach ausgetragene Halbfinale der A-Klasse qualifiziert)

Saison 1911/12
- Pokalsieger A-Klasse: Frankfurter FC Germania 1894
- Pokalsieger B-Klasse: 1. FC Sachsenhausen (war somit für die danach ausgetragene A-Klasse qualifiziert)
- Pokalsieger C-Klasse: Bockenheimer FG 1907 (war somit für die danach ausgetragene B-Klasse qualifiziert)

Saison 1912/13
- Pokalsieger A-Klasse: FSV Frankfurt
- Pokalsieger B-Klasse: SV Merkur 1908 Frankfurt (war somit für die danach ausgetragene A-Klasse qualifiziert)
- Pokalsieger C-Klasse: FA Helvetia der Bockenheimer TG 1860 (war somit für die danach ausgetragene B-Klasse qualifiziert)